# Braňo Alex
Braňo Alex (známý také pod přezdívkou Šimpy; 19. prosince 1965 – 6. května 2021 Bratislava) byl slovenský punkový baskytarista, skladatel, textař a zpěvák, spoluzakladatel skupin Zóna A a Slobodná Európa, jedna z významných osobností česko-slovenské punkrockové scény.

## Život
Braňo Alex byl jednou z významných osobností česko-slovenské punkrockové scény a angažoval se ve dvou nejznámějších slovenských punkových kapelách té doby. V roce 1984 Braňo Alex spoluzaložil Zónu A, v roce 1989 potom skupinu Slobodná Európa, ke které měl blíže. Hned po jejím založení, na začátku roku 1990, Zónu A, pro kterou napsal podstatnou část repertoáru, opustil. Postupně v kapele ale vyhrály drogy a kapela se v roce 1995 rozešla.
V roce 1999 vydal Braňo Alex sólové album This Is Punkrock From Transylvania a kapelu se snažil vrátit na scénu aspoň tím, že použil pro tento projekt její jméno. K opravdovému obnovení kapely ale došlo až na Whiskeyho svatbě v roce 2002. Kvůli problémům se šlachami, citem v rukou a ohýbáním prstů nakonec musel Braňo Alex v roce 2012 ze skupiny Slobodná Európa odejít. Následovalo několik let rozdělení a nekomunikace se svým dosavadním souputníkem Sveťo Korbeľem, s kterým se přátelil už od 12 let.
Na podzim roku 2015 se se Sveťo Korbeľem ke spolupráci vrátili, díky čemuž se Braňo Alex v roce 2016 na scénu vrátil se svým sólovým projektem, pro který využil právě starší název This Is Punkrock From Transylvania. V něm nehrál na basu, ale zpíval hlavní zpěv. Doprovodil ho právě Sveťo Korbeľ (kytara a zpěv) se svojí skupinou Personál.
Braňo Alex zemřel během spánku na zdravotní komplikace spojené se svým životním stylem 6. května 2021 a poslední rozloučení měl 12. května v Bratislavě.